# U-18 Pige DM
U-18 Pige DM er den landsdækkende liga for U-18 Pige-hold i DBU-regi. Ligaen består af 13 hold, der alle møder hinanden 2 gange.
|  | Infoboks uden skabelon Denne artikel har en infoboks dannet af en tabel eller tilsvarende. |